# Geum quellyon
Geum quellyon là loài thực vật có hoa trong họ Hoa hồng. Loài này được Sweet mô tả khoa học đầu tiên năm 1829.

## Hình ảnh

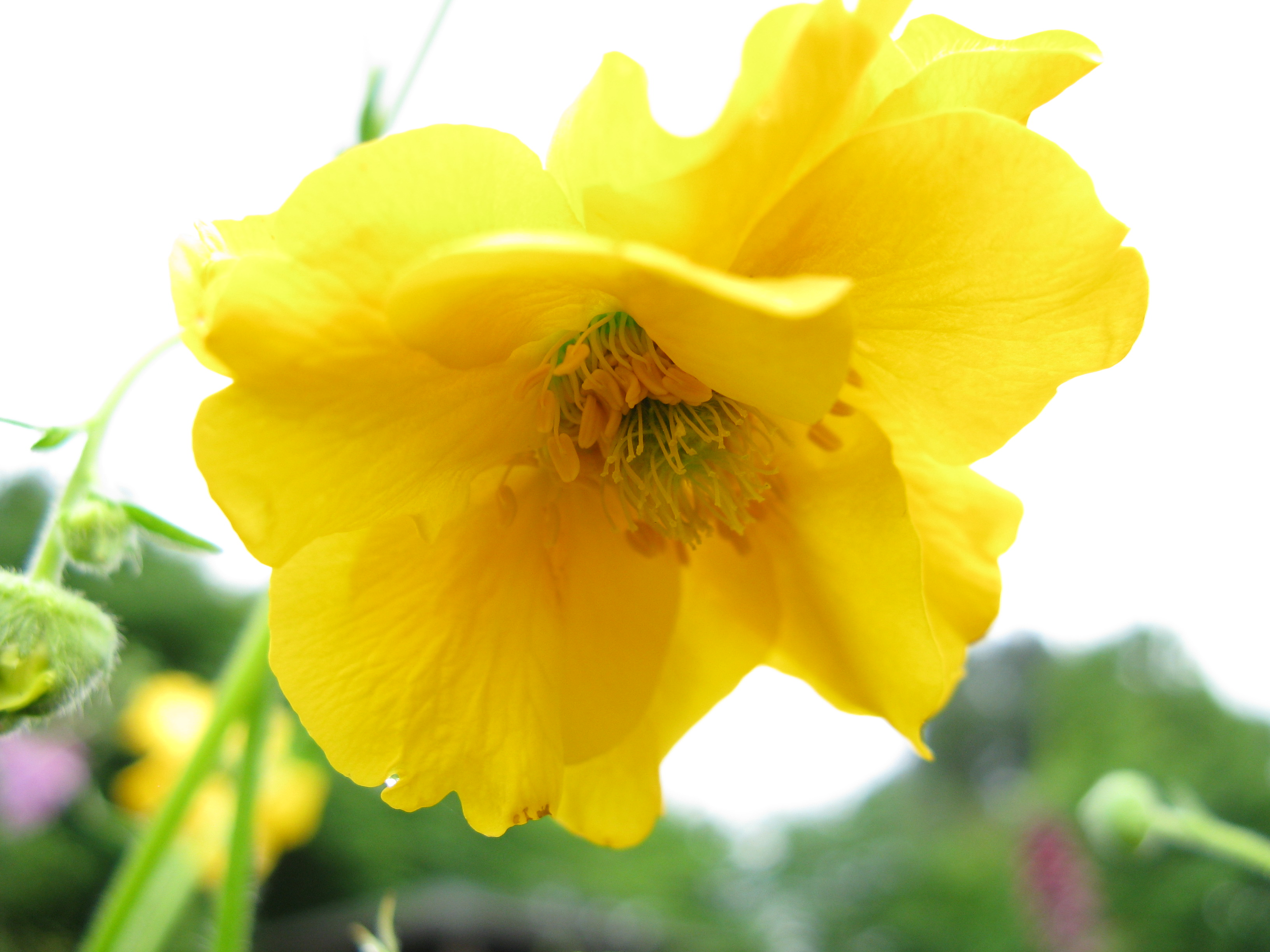
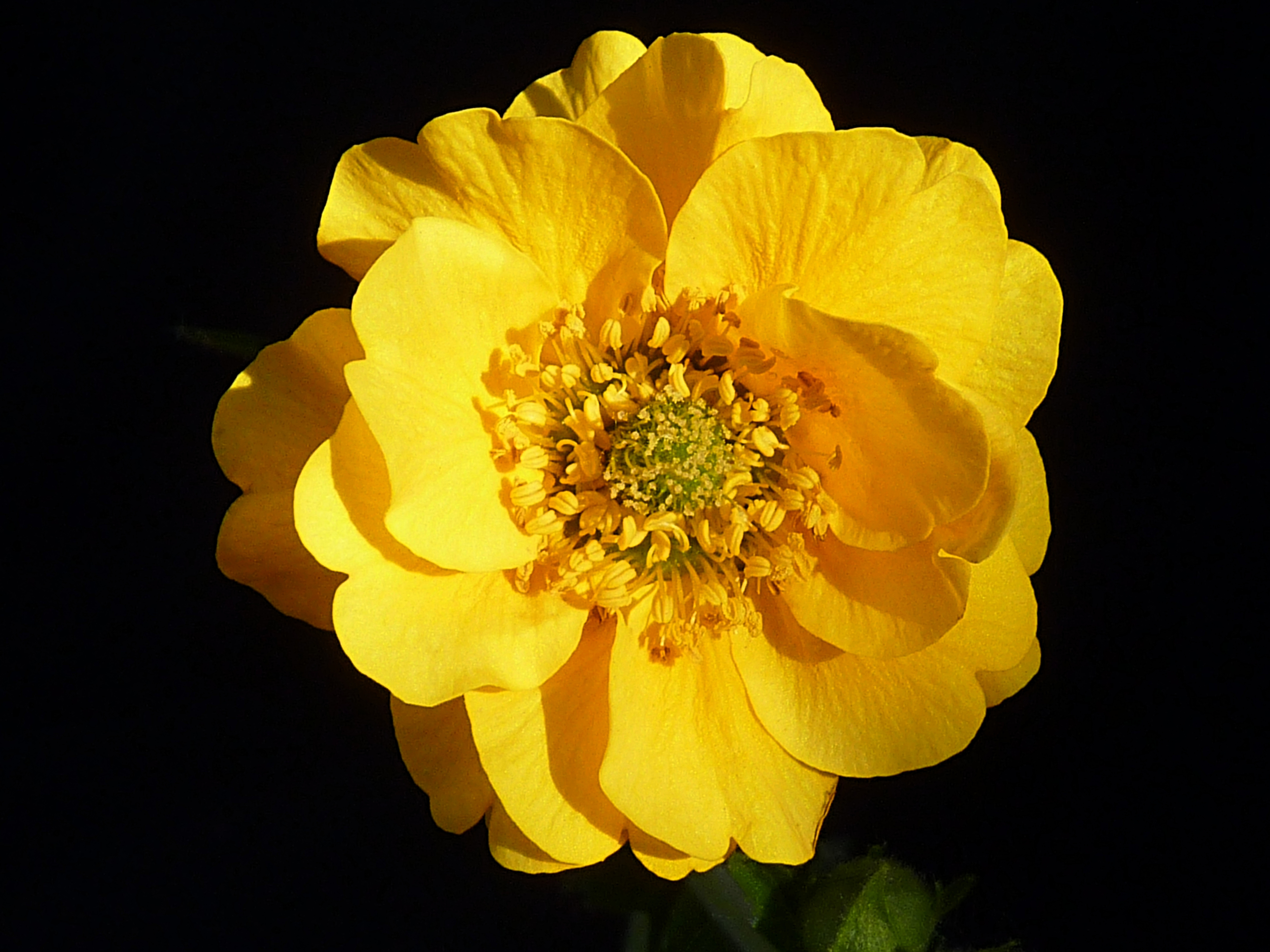
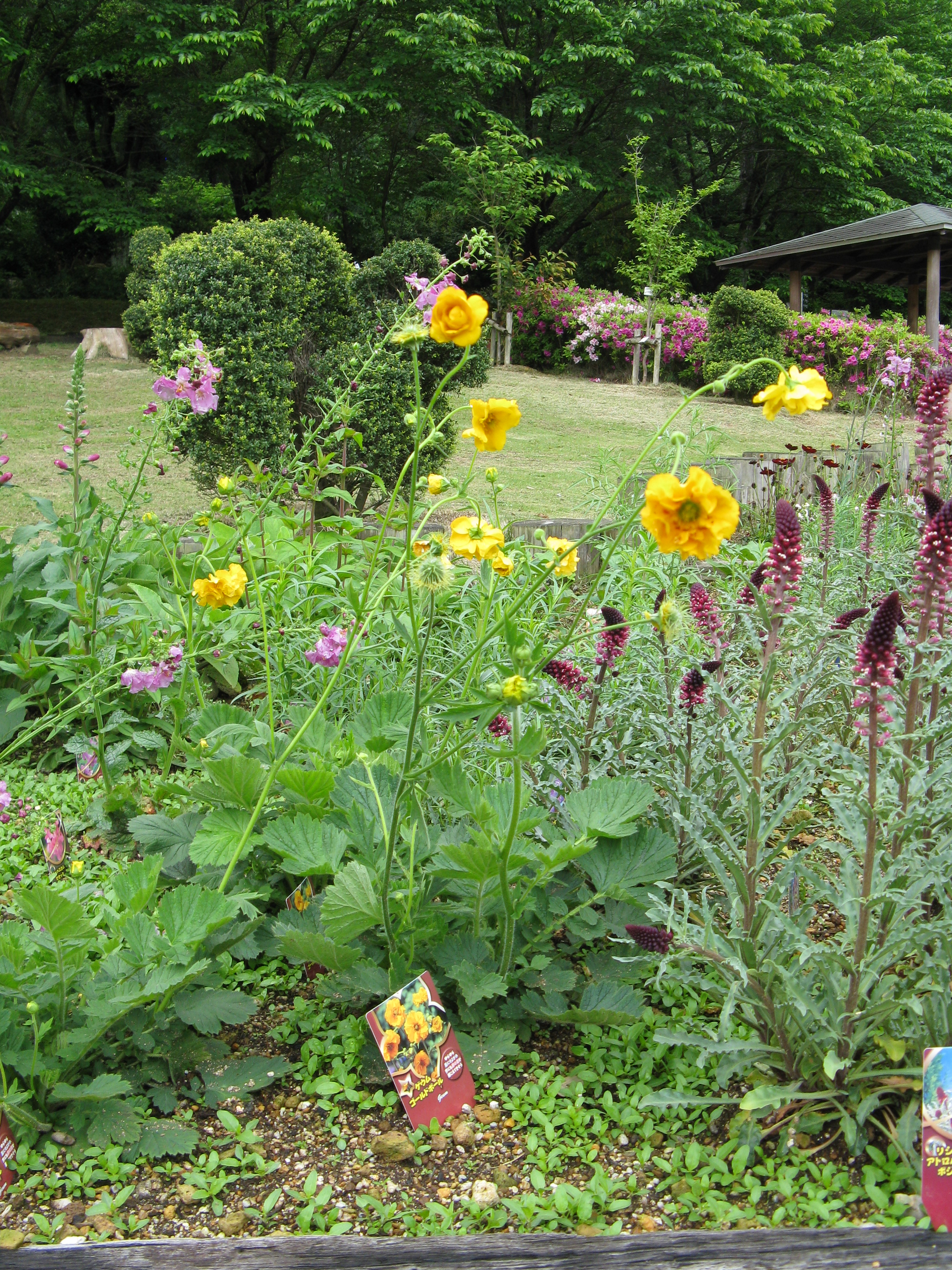
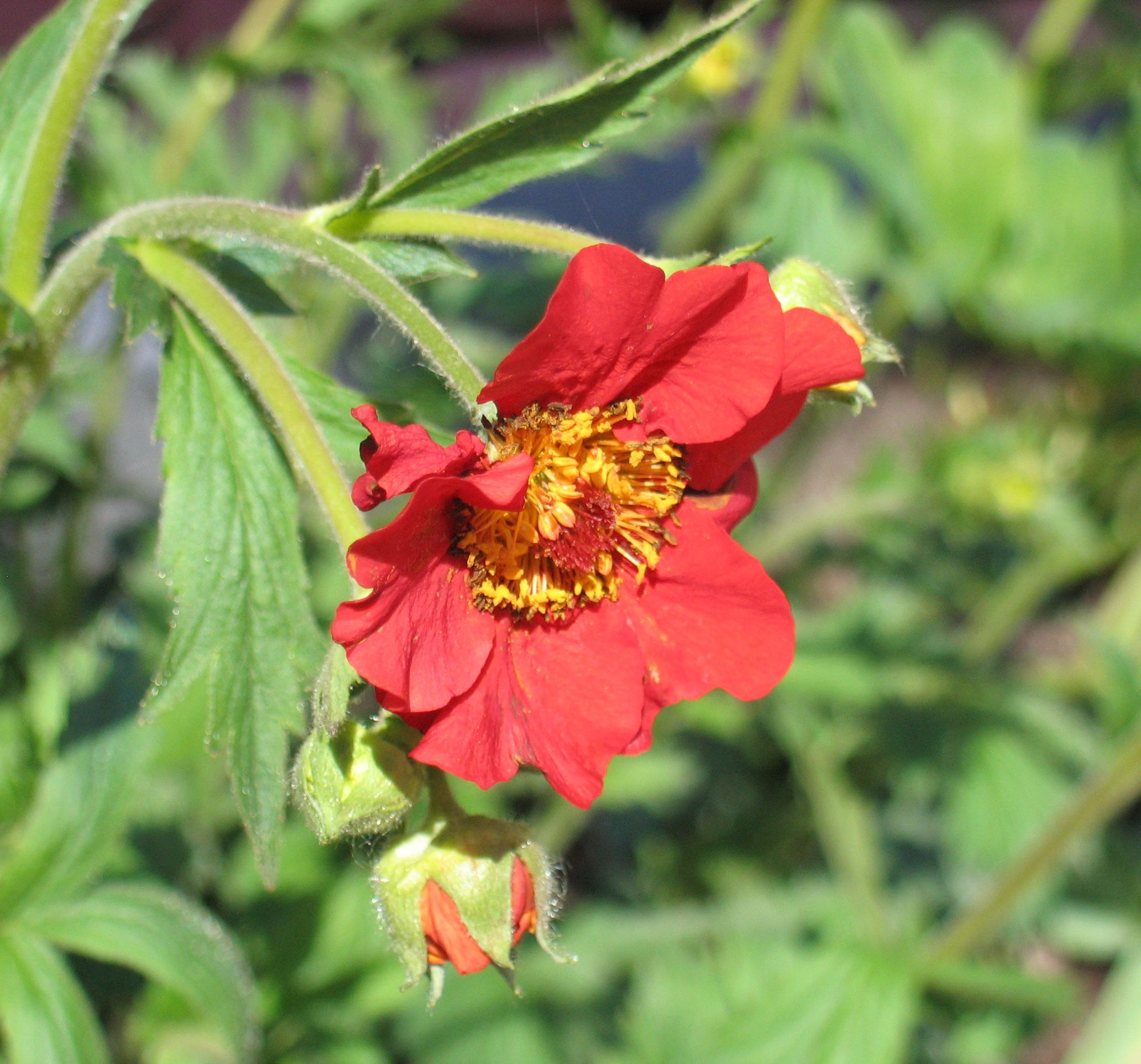